# Adrian Ghenie
Adrian Ghenie (n. 13 august 1977, Baia Mare, România) este artist vizual român, pictor contemporan, care locuiește în Berlin.

## Biografie
Adrian Ghenie s-a născut în 1977 la Baia Mare. În anul 2001 a absolvit Universitatea de Arte din Cluj-Napoca, și a fondat în 2005, împreună cu Mihai Pop, Galeria Plan B, extinsă ulterior și în Berlin.
Plan B a organizat pavilionul românesc la Bienala de la Veneția din 2007, iar în 2008 a deschis un spațiu expozițional permanent la Berlin, o premieră pentru o galerie românească în străinătate.
Adrian Ghenie și-a împărțit până în 2013 viața între România și Germania, însă, în cele din urmă, a ales Berlinul, unde este considerat unul dintre reprezentantii noului val al artei vizuale românești.

## Opere
Tabloul său Regele a fost vândut la o licitație din iunie 2013, de la Londra, cu 212.238 de euro.
Totodată tabloul Dr. Mengele 2, al pictorului Adrian Ghenie, a fost vândut pentru 140.747 de euro la Licitația de artă contemporană organizată în februarie, la Londra, de casa de licitații Sotheby's.
În iulie 2014, tabloul „The Fake Rothko”, pictură realizată în ulei pe pânză - semnată și datată 2010, a fost cumpărat cu 1,77 milioane de euro (1,43 de milioane de lire sterline).
În 10 februarie 2016, tabloul "The Sunflowers in 1937" , pictura inspirată de lucrarea celebrului pictor Vincent van Gogh "Floarea Soarelui" a fost vândută prin celebra casa londoneză de licitații Sotheby's la prețul de 3.117.000 de lire sterline, stabilind un record pentru artistul român.
Lucrarea Lidless Eye, datată 2016-2018, a pictorului român Adrian Ghenie a fost vândută in 2019, la Hong Kong, într-o licitație a casei Sotheby's, pentru prețul final de 54,92 milioane de dolari Hong Kong, echivalentul a 6 milioane de euro.